# UFC 104
UFC 104: Machida vs. Shogun（ユーエフシー・ワンオーフォー：マチダ・ヴァーサス・ショーグン）は、アメリカ合衆国の総合格闘技団体「UFC」の大会の一つ。2009年10月24日、カリフォルニア州ロサンゼルスのステイプルズ・センターで開催された。
メインイベントではリョート・マチダとマウリシオ・ショーグンによるライトヘビー級タイトルマッチが行われた。

## 大会概要
メインイベントでは、マチダがショーグンを僅差の判定で破りライトヘビー王座の初防衛に成功したが、判定の結果が出た直後には大きなブーイングが起こった。
第9試合のグレイゾン・チバウ対ジョシュ・ニアーが両者ともに計量オーバーで157ポンドのキャッチウェイトバウトとなり、第7試合のアンソニー・ジョンソンに至ってはウェルター級のリミットを6ポンド上回ってしまったが、対戦相手である吉田の合意があったため、ファイトマネーの20%を吉田側に支払い、176ポンドのキャッチウェイトバウトが成立した。
キャリア6戦全勝のGladiator Challengeヘビー級王者チェイス・ゴームリーがUFCデビュー。

## 試合結果

### プレリミナリィカード
第1試合 ヘビー級 5分3R
○  ステファン・ストルーフェ vs.  チェイス・ゴームリー ×
1R 4:04 三角絞め
第2試合 ライトヘビー級 5分3R
○  カイル・キングスベリー vs.  ラザク・アルハッサン ×
3R終了 判定2-1（29-28、28-29、29-28）
第3試合 ミドル級 5分3R
○  ホルヘ・リベラ vs.  ロブ・キモンズ ×
3R 1:53 TKO（レフェリーストップ：パウンド）
第4試合 ミドル級 5分3R
○  チェール・ソネン vs.  岡見勇信 ×
3R終了 判定3-0（30-27、30-27、30-27）

### Spike中継カード
第5試合 ヘビー級 5分3R
○  パトリック・バリー vs.  アントニー・ハードンク ×
2R 2:30 TKO（レフェリーストップ：パウンド）
第6試合 ライトヘビー級 5分3R
○  ライアン・ベイダー vs.  エリック・シェイファー ×
3R終了 判定3-0（30-27、29-26、30-27）

### メインカード
第7試合 キャッチウェイトバウト（176ポンド） 5分3R
○  アンソニー・ジョンソン vs.  吉田善行 ×
1R 0:41 TKO（レフェリーストップ：スタンドパンチ連打）
第8試合 ライト級 5分3R
○  ジョー・スティーブンソン vs.  スペンサー・フィッシャー ×
2R 4:03 TKO（ギブアップ：グラウンドの肘打ち）
第9試合 キャッチウェイトバウト（157ポンド） 5分3R
○  グレイゾン・チバウ vs.  ジョシュ・ニアー ×
3R終了 判定3-0（30-27、30-27、29-28）
第10試合 ヘビー級 5分3R
○  ケイン・ヴェラスケス vs.  ベン・ロズウェル ×
2R 0:58 TKO（レフェリーストップ：スタンドパンチ連打）
第11試合 UFC世界ライトヘビー級タイトルマッチ 5分5R
○  リョート・マチダ vs.  マウリシオ・ショーグン ×
5R終了 判定3-0（48-47、48-47、48-47）
※マチダが王座の初防衛に成功。

### 各賞
ファイト・オブ・ザ・ナイト：パトリック・バリー vs. アントニー・ハードンク
ノックアウト・オブ・ザ・ナイト：パトリック・バリー
サブミッション・オブ・ザ・ナイト：ステファン・ストルーフェ
各選手にはボーナスとして60,000ドルが支給された。